# Crystal Fairy
Pour plus de détails, voir Fiche technique et Distribution.
Crystal Fairy est une comédie chilienne écrite, réalisée et comontée par Sebastián Silva qui est sortie en 2013.
Il a été présenté au festival de Sundance 2013, où il a remporté le prix de la meilleure réalisation internationale.

## Synopsis
L'aventure d'un Américain et d'amis chiliens dans le désert en vue d'un trip hallucinatoire.

## Fiche technique
- Titre original : Crystal Fairy
- Titre français :
- Titre québécois :
- Réalisation : Sebastián Silva
- Scénario : Sebastián Silva
- Direction artistique :
- Décors :
- Costumes : Mark Grattan
- Montage : Diego Macho, Sofía Subercaseaux et Sebastián Silva
- Musique :
- Photographie : Cristián Petit Laurent
- Son : Roberto Espinoza
- Production : Juan de Dios Larraín et Pablo Larraín
- Sociétés de production : Fabula
- Sociétés de distribution :
- Pays d’origine :  Chili
- Budget :
- Langue : Espagnol
- Durée : 100 minutes
- Format : Couleurs - 35 mm - 2.35:1 -  Son Dolby numérique
- Genre : Comédie
- Dates de sortie :
  - États-Unis : 17 janvier 2013 (festival du film de Sundance)
  - États-Unis : 12 juillet 2013

## Distribution

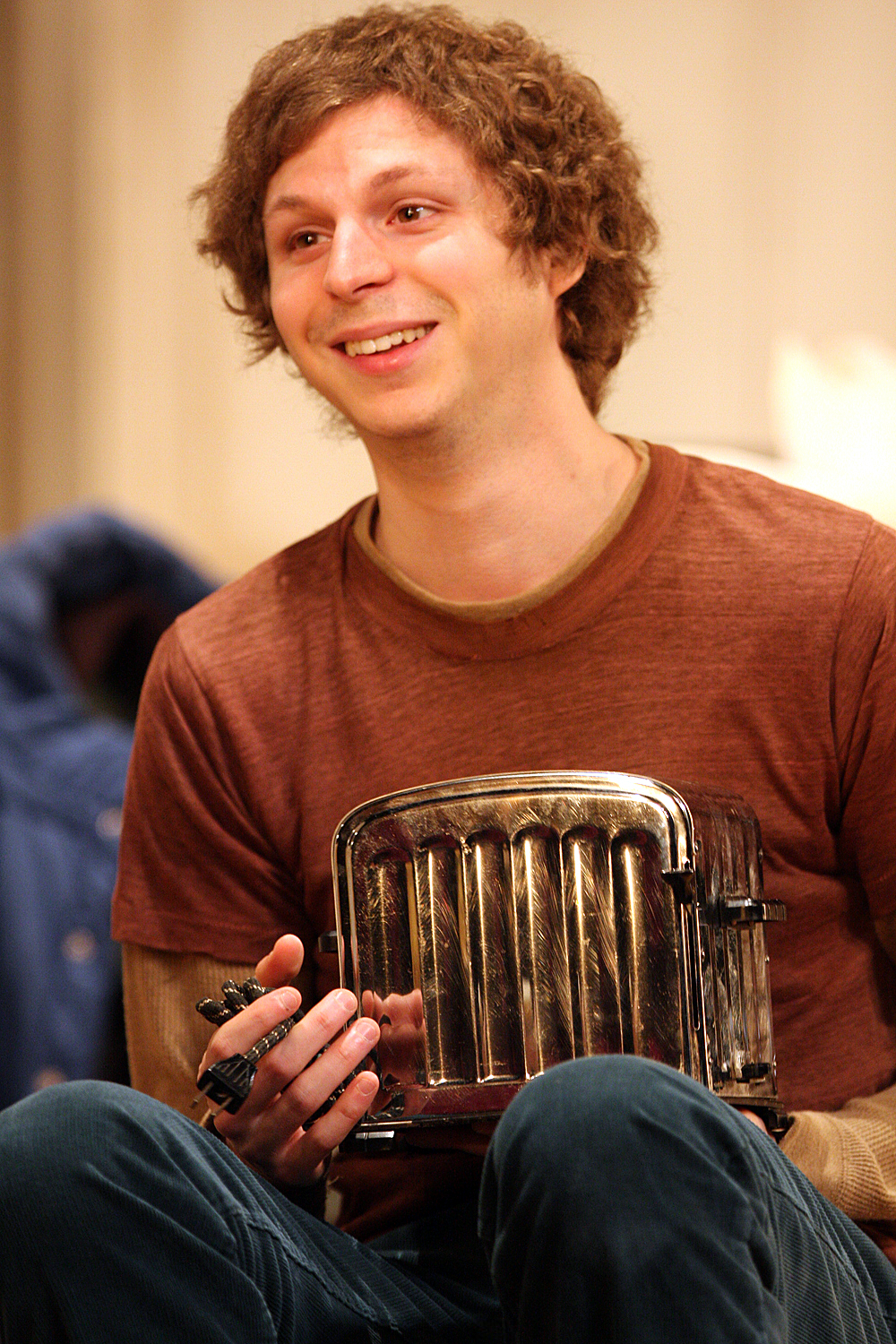
L'acteur principal Michael Cera, l'année de tournage du film.

- Michael Cera : Jamie
- Gaby Hoffmann : « Crystal Fairy »
- Juan Andrés Silva : Champa
- Agustín Silva : Pilo
- José Miguel Silva : Lel

## Distinctions

### Récompenses
- Festival du film de Sundance 2013 : Prix de la mise en scène (fiction internationale)

### Nominations et sélections
- Festival du film de Los Angeles 2013
- Independent Spirit Awards 2013 :
  - Meilleure actrice pour Gaby Hoffmann
  - John Cassavetes Award